# Stefan Schostok

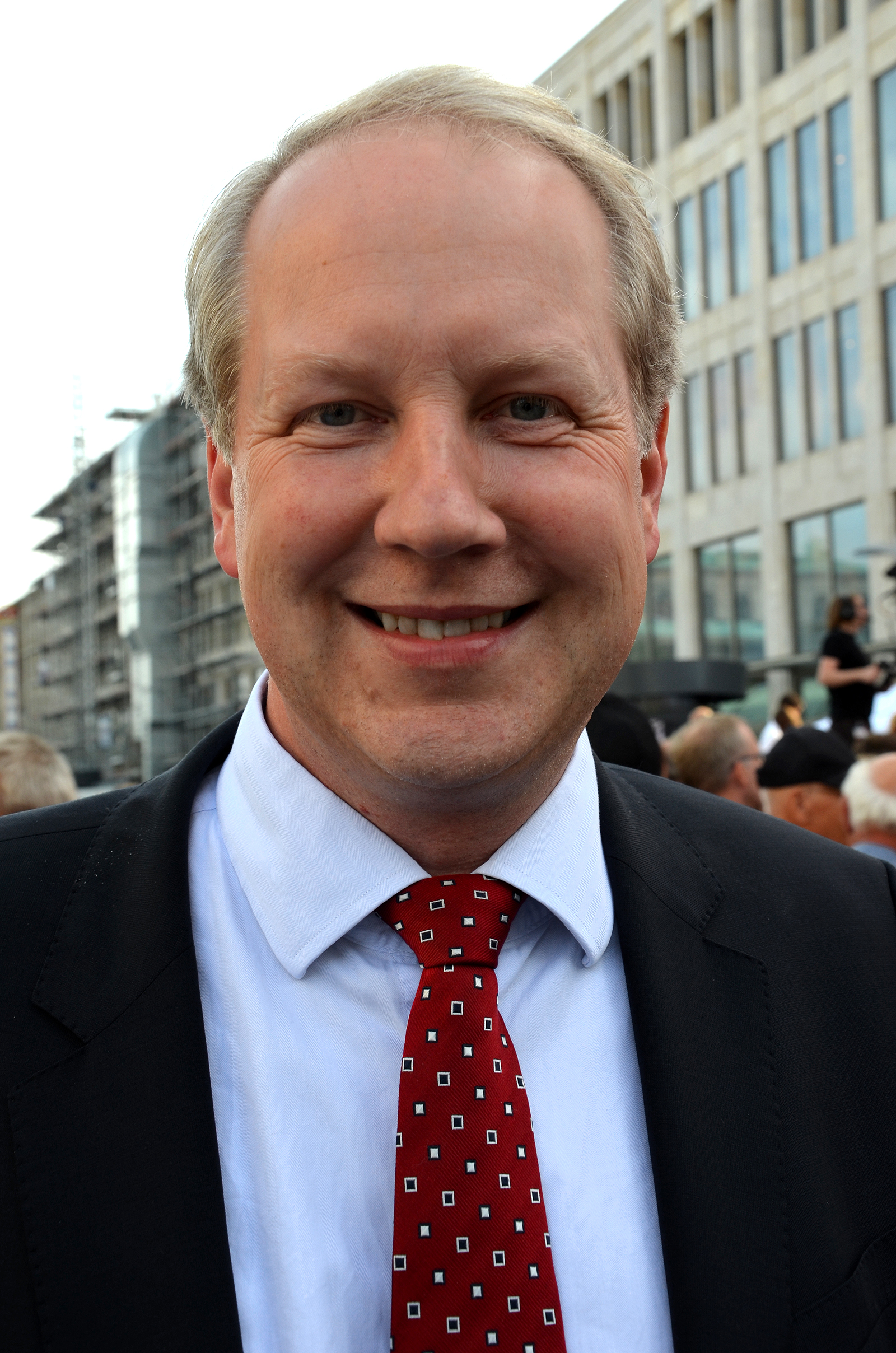
Stefan Schostok, 2013

Stefan Schostok (* 12. Mai 1964 in Hildesheim) ist ein deutscher Politiker (SPD). Von 2010 bis 2013 war er Vorsitzender der SPD-Fraktion im Niedersächsischen Landtag. Vom 11. Oktober 2013 bis zum 26. Mai 2019 war er Oberbürgermeister von Hannover.  
Nach einer Anklage wegen des Vorwurfs der Untreue ließ er sich in den Ruhestand versetzen. Nach mehreren Prozessen wurde er vom Landgericht Hannover Anfang Januar 2024 wegen Untreue zu einer Geldstrafe verurteilt. In dem Verfahren ging es nur noch um die Strafzumessung, gegen diese sind noch Rechtsmittel möglich. 

## Familie, Ausbildung und Beruf
Stefan Schostok ist eines von drei Kindern des Ministerialbeamten Joachim und seiner Frau, der Altenpflegerin Vera Schostok. Er lebt seit dem Jahr 1971 in Hannover, zeitweilig in Isernhagen. Im Jahr 1985 erlangte er am Kaiser-Wilhelm-Gymnasium Hannover die Fachhochschulreife und absolvierte 1986/87 seinen Zivildienst bei der Arbeiterwohlfahrt in Isernhagen. Im Anschluss studierte Schostok an der Evangelischen Fachhochschule Hannover Sozialpädagogik und schloss 1991 das Studium als Diplom-Sozialpädagoge ab.
In den Jahren 1991 bis 1995 war Schostok beim Bildungsnetzwerk Niedersächsischer Volkshochschulen angestellt, 1995/96 war er als wissenschaftlicher Mitarbeiter bei der politischen Zeitschrift SPW tätig. Von 1996 bis 1999 war er wissenschaftlicher Mitarbeiter bei der Stiftung Arbeit und Umwelt der Industriegewerkschaft Bergbau, Chemie, Energie. Im Niedersächsischen Umweltministerium war er im Jahr 1999 als Referent für die Öffentlichkeitsarbeit beschäftigt. Von 2000 bis Oktober 2009 war Schostok leitender Geschäftsführer des SPD-Bezirks Hannover.
Schostok ist ledig und lebt seit Anfang 2017 in Hannover-Linden.

## Politik

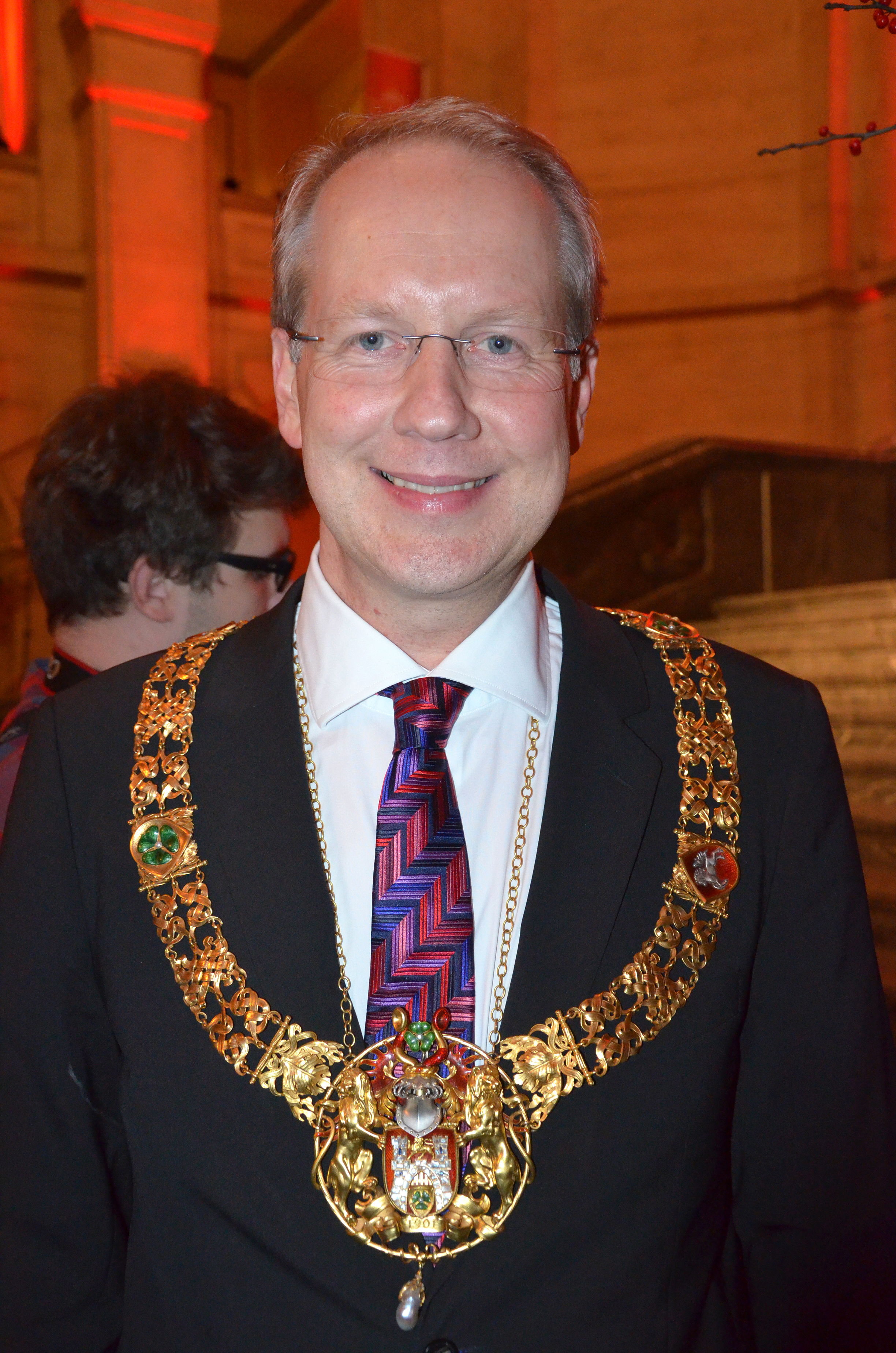
Stefan Schostok mit der Amtskette des Oberbürgermeisters beim Neujahrsempfang, 2014

Schostok ist seit 1983 Mitglied der SPD. Von 1991 bis 1995 war er Vorsitzender des Juso-Bezirks Hannover und gehörte von 2001 bis 2005 dem Gemeinderat Isernhagen an. Dort saß er im Umwelt- sowie im Wirtschafts- und Finanzausschuss.
In den Jahren 1988 bis 1997 war er Mitglied im Vorstand des SPD-Unterbezirks Hannover, ab 1993 in gleicher Funktion im SPD-Bezirk Hannover. Vom 31. Oktober 2009 bis Mitte 2019 war er dessen Vorsitzender. Er war bis 2019 Mitglied im Vorstand des SPD-Stadtverbands Hannover.

### Abgeordneter im Niedersächsischen Landtag
Von 2008 bis Januar 2013 war Schostok Mitglied des Niedersächsischen Landtages (16. Wahlperiode) als direkt gewählter Abgeordneter des Wahlkreises 28 (Hannover-Mitte). Seine politischen Schwerpunkte in der Landtagsarbeit lagen in der Arbeitsmarkt-, Sozial-, Wirtschafts- und Umweltpolitik. Schostok war Mitglied im Ausschuss für Wirtschaft, Arbeit und Verkehr und stellvertretender wirtschaftspolitischer Sprecher der SPD-Fraktion. Er arbeitete darüber hinaus im Arbeitskreis Wissenschaft und Kultur an den Themen des Wissenschaftstransfers und in der Kulturpolitik, was in seinem Wahlkreis von großer Bedeutung ist. Zudem war er Sprecher für Innovation und Wissenschaftstransfer. Des Weiteren war Schostok Mitglied im Arbeitskreis Integration. Vom 14. Juni 2010 bis zum 22. Januar 2013 war er Fraktionsvorsitzender seiner Partei im Landtag.

### Oberbürgermeister von Hannover
Schostok verzichtete Ende 2011 auf eine erneute Kandidatur zum niedersächsischen Landtag und trat für das Amt des Oberbürgermeisters von Hannover als Nachfolger Stephan Weils an. Am 6. Juni 2013 wählten ihn die Delegierten des SPD-Stadtverbands mit 96 Prozent Zustimmung zum Oberbürgermeisterkandidaten.
Beim ersten Wahlgang der Oberbürgermeisterwahl am 22. September 2013 verfehlte er mit 48,9 % der Stimmen die erforderliche absolute Mehrheit gegen den CDU-Kandidaten Matthias Waldraff (33,8 %). Bei der Stichwahl am 6. Oktober 2013 siegte Schostok mit 66,3 % der Stimmen. Am 11. Oktober 2013 trat Schostok das Amt als Oberbürgermeister an und löste damit die 1. Stadträtin Sabine Tegtmeyer-Dette und den 1. Bürgermeister Bernd Strauch ab, die kommissarisch an der Spitze der Stadt gestanden hatten. Die Vereidigung vor dem Rat der Stadt fand am 24. Oktober 2013 statt.
Als Oberbürgermeister war er oberster Repräsentant der Stadt und vertrat diese in Rechts- und Verwaltungsgeschäften. Schostok war Mitglied im Stadtrat, leitete und beaufsichtigte die Stadtverwaltung und hatte den Vorsitz im Verwaltungsausschuss. Kraft Amtes gehörte er dem Vorstand der SPD-Ratsfraktion an und war Mitglied der Präsidien des Deutschen und des Niedersächsischen Städtetages.
Seit dem 19. Januar 2014 nimmt Schostok das Patronat der Stadt über die Marktkirche Hannover wahr und ist damit Mitglied in deren Kirchenvorstand. Schostok war als Oberbürgermeister Vorsitzender des Aufsichtsrates der enercity und von Hannoverimpuls sowie stellvertretender Vorsitzender des Aufsichtsrates der Deutsche Messe AG, Vorsitzender der Metropolregion GmbH (Hannover-Braunschweig-Göttingen) und 1. stellvertretender Vorsitzender des Verwaltungsrates der Sparkasse Hannover. Bei seinem Besuch von Hannovers Partnerstadt Hiroshima am Jahrestag des Atombombenabwurfs auf Hiroshima wurde Schostok, zugleich Vizepräsident der Organisation Mayors for Peace, am 6. August 2015 von Hiroshimas Bürgermeister Katsumi Matsui zum Ehrenbürger der Stadt ernannt.

#### Rathausaffäre
Im Juni 2018 leitete die Staatsanwaltschaft Hannover wegen des Verdachts der Untreue ein Ermittlungsverfahren gegen Schostok ein und ließ mehrere Büros im Rathaus und seine Privatwohnung durchsuchen. Am 24. April 2019 erhob die Staatsanwaltschaft Anklage gegen den Personaldezernenten Harald Härke, Schostoks Büroleiter Frank Herbert und Schostok selbst wegen Untreue in einem besonders schweren Fall. Härke wurde vorgeworfen, eine gesetzlich nicht vorgesehene Zulage für Mehrarbeit für Herbert in Höhe von insgesamt 49.522,65 Euro und den damaligen Leiter der Städtischen Feuerwehr in Höhe von insgesamt 14.604,87 Euro bewilligt zu haben. Die Zulagen wurden als pauschale Mehrarbeitsvergütung bezeichnet, obwohl kein finanzieller Überstundenausgleich für diese Beamten erlaubt war und die angeblichen Überstunden nie geleistet wurden. Schostok wurde vorgeworfen, von den unzulässigen Gehaltszulagen gewusst zu haben. Am 30. April 2019 erklärte Schostok, nach § 84 des Niedersächsischen Kommunalverfassungsgesetzes beim Stadtrat einen Antrag auf Versetzung in den Ruhestand zu stellen. Diesem Antrag stimmte der Rat am 16. Mai 2019 zu, das Niedersächsische Innenministerium verfügte die Versetzung in den Ruhestand zum 26. Mai 2019. Der 2020 vom Landgericht Hannover zunächst ausgesprochene Freispruch für Schostok wurde am 14. Juli 2021 vom Bundesgerichtshof aufgehoben. Nach einer Zurückweisung des Verfahrens an das Landgericht Hannover verurteilte dieses Schostok im Jahr 2022 wegen Betrugs durch Unterlassen zu einer Geldstrafe. Staatsanwaltschaft und Schostok haben fristwahrend Revision beim Bundesgerichtshof eingelegt. Im Februar 2023 verwarf BGH die Revision von Stefan Schostok, der auf die Strafzumessung beschränkten Revision der Staatsanwaltschaft gab der BGH statt und hob das Urteil im Strafausspruch auf. Im Januar 2024 wurde Schostok vom Landgericht Hannover zu einer Geldstrafe von 12.000 Euro verurteilt.

## Mitgliedschaften
Schostok war ab April 2012 für vier Jahre Mitglied im Konvent der Evangelischen Akademie Loccum. Der Kirchensenat der Evangelisch-lutherischen Landeskirche Hannovers berief ihn im Januar 2014 als Mitglied der 25. Landessynode (2014–2020). Schostok ist Mitglied der AWO, des SoVD und der Industriegewerkschaft Bergbau, Chemie, Energie.

## Veröffentlichungen
- Hrsg. mit Wolfgang Jüttner, Gabriele Andretta: Politik für die Sozialdemokratie. Erinnerung an Peter von Oertzen (= Veröffentlichungen des Instituts für Sozialgeschichte Braunschweig e. V. Bd. 7). Vorwärts-Buch, Berlin 2009, ISBN 978-3-86602-924-8.
- Hrsg. mit Arno Brandt: kurs.wechsel(at)politik-in-niedersachsen.de. Der Kompass für Arbeit, Wirtschaft und Qualifikation in Niedersachsen. Vorwärts-Buch, Berlin 2012, ISBN 978-3-942972-12-3.